# Misiunea Sanitară Franceză (1916-1918)
Misiunea Sanitară Franceză în perioada 1916-1918 a făcut parte alături de Misiunea Crucii Roșii Americane și Misiunea Crucii Roșii Britanice, din misiunile sanitare aliate care au sprijinit din punct de vedere medical statul român, în perioada Primului Război Mondial.
Misiunea Sanitară Franceză a reprezentat una dintre cele patru structuri aflate sub umbrela Misiunii Militare Franceze, alături de Misiunea Militară propriu-zisă (pentru armata de uscat), Misiunea Aeronautică și Misiunea Navală. În structura ei au intrat peste 80 de medici, atât civili, cât și militari.
Personalul Misiunii a sosit etapizat, în România în 1916 și a activat până în martie 1918, când a părărsit țara împreună cu celelalte misiuni militarea aliate. Inițial, a sosit echipa doctorului Georges Dehlly, urmată de echipa medicilor militari, condusă de către locotenent-colonelul Henry Coullaud (ajuns ulterior general). Foarte strâns cu Misiunea Sanitară Franceză a colaborat Regina Maria.